# Bartholomaeus Latomus
Bartholomaeus Latomus (Arlon, 1490 – Coblenza, 1570) è stato un umanista lussemburghese.
Insegnò latino a Treviri, venne poi chiamato a insegnare retorica a Colonia, e tra il 1522 e il 1523 fu preside del collegio di Fribourg-en-Brisgau. Lì incontrò Erasmo da Rotterdam. Latomus fu un fervente ammiratore dell'eloquenza di Cicerone.
All'inizio del 1530, fu raccomandato da Guillaume Budé al re Francesco I di Francia, che lo nominò professore di eloquenza latina al Collège de France e lo invitò a stabilirsi a Parigi. Insegnò al Collège per circa nove anni, seppur con alcune interruzioni. Fu coinvolto nel "Caso dei manifesti", e venne sospettato di proselitismo a favore della Riforma, ma la commissione d'inchiesta promossa dal re lo scagionò. Nel 1539 viaggiò in Italia e in sua assenza i suoi corsi vennero impartiti da Pierre Galland.
Invitato dall'Arcivescovo di Treviri, Jean-Louis de Hagen, nel 1542 si trasferì a Coblenza per diventare consigliere privato. Lì dovette lottare contro i riformatori, tra cui Martin Bucer (che lo aveva incontrato a Strasburgo venti anni prima)
Nel 1546 l'Imperatore Carlo V lo scelse per partecipare ai Colloqui di Ratisbona.